# Jessika Soors
Jessika Soors (Jette, 17 maart 1988) is een voormalig Belgisch politica voor Groen.

## Levensloop
Soors studeerde in 2009 af als arabiste en islamologe aan de Katholieke Universiteit Leuven.
Ze werd onderzoekster op de onderzoeksgroep History of the fundamentals of Islam aan de KU Leuven. In 2013 werd ze ook beleidsadviseur van de stad Vilvoorde, een functie waarin ze het lokale beleid tegen islamitische radicalisering coördineerde.
Bij de federale verkiezingen van mei 2019 was Soors lijsttrekker van de Groen-lijst in de kieskring Vlaams-Brabant. Ze werd verkozen in de Kamer van volksvertegenwoordigers met 18.226 voorkeurstemmen. In de Kamer hield ze zich bezig met racismebestrijding en deradicalisering.
Eind oktober 2020 verliet Soors de Kamer om aan de slag gaan als politiek directeur en woordvoerder op het kabinet van Sarah Schlitz, staatssecretaris voor Gendergelijkheid, Gelijke Kansen en Diversiteit in de federale regering-De Croo. In 2022 werd ze beleidsadviseur bij de Vlaamse overheid, waarmee ze meteen uit de politiek stapte.
Vanaf 10 maart 2025 is ze voor de kerkelijke stichting Dignity de nationale coördinator in de aanpak van seksueel misbruik in de kerk.

## Persoonlijk
Soors is getrouwd met haar voormalige Kamercollega en partijgenoot Kristof Calvo.